# Ingvar Svennilson
Sven Ingvar Svennilson (14 de março de 1908 – 1972) foi um economista sueco que ficou conhecido por suas teorias em Economia planificada . Foi membro da Escola de Estocolmo. De 1969 a 1971, ele foi membro do comitê que seleciona os laureados para o Prêmio Sveriges Riksbank em Ciências Econômicas, o Comitê do Prêmio de Economia.
Em sua dissertação, aproximou-se à Economia planificada e lançou o esquema interpretativo para as ações corporativas, onde estabeleceu uma distinção e um plano dinâmico entre aspectos causais e aspectos de finalidade, e variáveis governamentais e independentes parcialmente controladas. As variáveis de controle são parâmetros de ação e as outras duas variáveis de expectativa. Em trabalhos posteriores, apresentaria teorias de planejamento contínuo.
Foi membro da Real Academia Sueca de Ciências de 1960, e da Real Academia Sueca de Ciências de Engenharia de 1961.